# Hysteria
„Hysteria“ (на български: Хистерия) е четвъртият студиен албум на британската хевиметъл група Деф Лепард. Издаден е през 1987 година.
Албумът продължава огромния успех на предхождащия го „Pyromania“ от 1983 година. „Hysteria“ се продава в над 20 милиона копия по света, като само за територията на САЩ и Канада продажбите са над 12 000 000, което донася 12хМултиплатинен сертификат. Във Великобритания, произведението е сертифицирано като 2хПлатинен албум с над 600 000 продадени копия. Всички песни от албума се превръщат в световно популярни хитове.

## История
Създаването на албума е съпроводено от поредица тежки изпитания, сред които е автомобилната катастрофа през 1984 година, при която барабанистът Рик Алън изгубва лявата си ръка. Групата изчаква неговото възстановяване за да се включи в записите със специално пригодения комплект барабани. Следват проблеми с продуцента Мът Ланг (отново авто катастрофа) и заболяване на вокалиста Джо Елиът. Така записите на „Hysteria“ се проточват в близо четири-годишен период. Успоредно с издаването на албума е публикувана и книга, описваща тежкият период през който преминава групата. В бележките към обложката на албума, музикантите се извиняват на почитателите си за забавянето и обещават повече да не ги карат да чакат дълго при следващите издания. Уви, съдбата определя ново дълго забавяне още при последвалото произведение. Причината – „Hysteria“ се оказва последния албум на Деф Лепард с участието на китариста Стив Кларк, който загива през 1991 година вследствие на свръхдоза наркотици.
До периода след издаването си „Hysteria“ е най-дългият, като времетраене рок албум в историята, издаван на единична касета/плоча.

## Списък на песните
1. „Women“ – 5:41
2. „Rocket“ – 6:37
3. „Animal“ – 4:02
4. „Love Bites“ – 5:46
5. „Pour Some Sugar on Me“ – 4:25
6. „Armageddon It“ – 5:21
7. „Gods of War“ – 6:37
8. „Don't Shoot Shotgun“ – 4:26
9. „Run Riot“ – 4:39
10. „Hysteria“ – 5:54
11. „Excitable“ – 4:19
12. „Love and Affection“ – 4:37

## Музиканти
- Джо Елиът – вокали
- Стив Кларк – китари
- Фил Колин – китари
- Рик Савидж – баскитара
- Рик Алън – барабани

## Комерсиални класации
| Година | Класация                     | Позициа |
| ------ | ---------------------------- | ------- |
| 1987   | UK Top 40                    | 1       |
| 1988   | The Billboard 200            | 1       |
| 1989   | Australian ARIA Albums Chart | 1       |